# Opéra bouffon
Opéra bouffon är den franska termen för den italienska musikgenren opera buffa (komisk opera), framförd i 1700-talets Frankrike antingen på originalspråk eller i fransk översättning. Den kan även syfta på fransk opéra comique med farsartad handling.
Termen användes senare av Jacques Offenbach i fem av hans operetter (Orfeus i underjorden, Le Pont des Soupirs, Geneviève de Brabant, Le Roman comique and Le Voyage de MM. Dunanan père et fils, och blandas ibland ihop med fransk opéra comique och opéra bouffe.